# (7824) Lynch
(7824) Lynch (1991 RM2) – planetoida z pasa głównego asteroid okrążająca Słońce w ciągu 3,4 lat w średniej odległości 2,26 j.a. Odkryta 7 września 1991 roku.